# Jules Bernard Luys
Jules Bernard Luys, né le 17 août 1828 à Paris et mort le 21 août 1897 à Divonne-les-Bains, est un neurologue, neuroanatomiste et aliéniste français. On lui doit plusieurs atlas du système nerveux central illustrés par la photographie. Son nom reste attaché à la première description du noyau sous-thalamique (ou corps de Luys) en 1865.

## Biographie
Après sa thèse de doctorat sous la direction de Charles Robin (1821-1885) et consacrée à l'histopathologie de la tuberculose (1857), Luys est nommé médecin des hôpitaux de Paris en 1862 et se consacre à la neurologie, publiant dès 1865 un important traité de neuroanatomie illustré par ses propres dessins d'excellente facture. Il y fait notamment la première description du noyau centro-médian du thalamus et du noyau sous-thalamique qu'il désigne de façon approximative comme la « bandelette accessoire des olives supérieures », ce dernier terme référant, dans la description de Luys, aux noyaux rouges.
Outre son goût pour le dessin anatomique, Luys est aussi le premier à utiliser la photographie encore naissante pour établir une Iconographie photographique des centres nerveux (1873). Il publiera par la suite un ouvrage plus grand public, Le Cerveau et ses fonctions, qui présente une synthèse très personnelle des connaissances contemporaines sur cet organe. Dans sa traduction anglophone, cet ouvrage est un succès de librairie. Sa qualité de médecin et scientifique est reconnue tant par ses pairs au travers de son élection à l'Académie de médecine en 1877 que par ses contemporains qui le consacrent chevalier de la Légion d'honneur, la même année.
En 1876, il est membre d'une commission nommée par Claude Bernard pour étudier les expériences de métallothérapie du médecin Victor Burq. Parmi les autres membres de cette commission, on trouve Jean Martin Charcot et Amédée Dumontpallier.
Par la suite, les recherches de Luys s'orientent davantage vers les maladies mentales auxquelles il consacre plusieurs traités. Chef de service aux hôpitaux de la Salpêtrière et de la Charité puis directeur de la Maison de Santé Esquirol et de l'asile psychiatrique à Ivry-sur-Seine, en 1864, à la suite de Baillarger, il s'intéresse comme nombre de ses contemporains à l'hystérie mais contrairement à son œuvre neuroanatomique, ses travaux en ce domaine subissent plus sévèrement le test de l'âge[non neutre]. Accusé d'avoir été berné par ses propres patients, Luys voit sa réputation d'homme de science fortement entamée.
En 1881, Jules Bernard Luys crée avec Benjamin Ball le journal l'Encéphale consacré à la publication de travaux francophones en neurologie expérimentale et clinique.
Pendant les dernières années de sa vie, les recherches de Luys abordent des sujets plus controversés encore : sur l'action à distance des médicaments, sur la magnéto-thérapie avec son assistant Gérard Encausse, les « effluves cérébrales », et d'autres phénomènes paranormaux, il publie plusieurs articles sous l'œil pour le moins sceptique de ses contemporains. L'Académie de Médecine nomme une commission d'enquête dont les conclusions « diplomatiques » sont publiées dans son Bulletin de 1888.. Pour hypnotiser ses patients, Luys utilise un miroir aux alouettes monté sur un système rotatif.
En 1890 le journal l'Encéphale devient La Revue d'hypnologie théorique et pratique puis en 1891 les Annales de psychiatrie et d’ethnologie.
Jules Bernard Luys meurt brutalement le 21 août 1897, dans sa maison de vacances à Divonne-les-Bains dans l'Ain.

## Éponymie
- Corps de Luys : noyau sous-thalamique (ou subtahalmique), décrit en 1865, longtemps désigné sous le nom de « corps de Luys » en son honneur par Auguste Forel.
- Syndrome du corps de Luys[1] : hémiballisme.

## Œuvres et publications
- Études d'histologie pathologique sur le mode d'apparition et l'évolution des tubercules dans le tissu pulmonaire, [thèse de médecine présentée le 28 décembre 1857, Paris], 1857.
- Doit-on admettre une fièvre puerpérale ? [thèse soutenue pour le concours de l'agrégation de médecine à la faculté de médecine de Paris, le 27 février 1860], Imprimerie de Schiller ainé (Paris), 1860.
- Recherches sur le système nerveux cérébrospinal : sa structure, ses fonctions, et ses maladies, Germer-Baillière (Paris), 1865.
- Iconographie photographique des centres nerveux, Germer-Baillière (Paris), 1873, Texte intégral.
- Études de physiologie et de pathologie cérébrales, Germer-Baillière (Pari)s, 1874.
- Le Cerveau et ses fonctions, Germer-Baillière (Paris), 1876.
- Traité clinique et pratique des maladies mentales, Delahaye et Lecrosnier (Paris), 1881.
- « Phénomènes produits par l’action des médicaments à distance », L’Encéphale 1887;7:74–81.
- Les émotions chez les sujets en état d'hypnotisme : études de psychologie expérimentale faite à l'aide de substances médicamenteuses ou toxiques, impressionnant à distance les réseaux nerveux périphériques, J-B Baillière (Paris), 1887.
- Les émotions chez les hypnotiques étudiées à l'aide de substances médicamenteuses ou toxiques agissant à distance, Paris, 1888.
- « Action psychique des aimants », Revue d’hypnologie théorique et pratique 1890;74–83, 107–112.
- Les émotions dans l'état d'hypnotisme et l'action à distance des substances médicamenteuses ou toxiques, J-B Baillière (Paris), [s.d.].
- « De la visibilité directe des effluves cérébraux », Annales de Psychiatrie et d’Hypnologie 1893;65–67.
- Le traitement de la folie, Rueff (Paris), 1893.